# Класифікація кораблів
Класифікація кораблів — поділ (класифікація) військових кораблів (суден) на типи, класи, підкласи і проєкти залежно від їх призначення, водотоннажності, озброєння та інших тактико-технічних даних.
Єдиної міжнародної класифікації кораблів не існує, і в кожній окремій країні, яка має свої військово-морські сили, прийнята своя система розподілу кораблів на класи.
1. Авіаносці (Легкі: Від 27 000 тонн, довжиною від 210 до 270 метрів. Важкі не менші 75 000 тонн, довжиною не менше 300 метрів)
2. Лінкори (Від 20 000 до 70 000 тонн, довжиною від 150 до 280 метрів), зараз не використовуються.
3. Крейсери (Від 10 000 до 17 000 тонн), Переважно ракетні на даному етапі.
4. Ескадрені міноносці (есмінці)
5. Підводні човни (субмарини) (Від 6000 до 50000 тонн, від 110 до 180 метрів)
  1. Багатоцільові човни (спочатку торпедні човни)
  2. Стратегічні ракетоносці
  3. Човни з крилатими ракетами
6. Фрегати (Від 1500 до 4000 тонн)
7. Корвети (Від 1200 до 1500 тонн, від 60 метрів)
8. Катери

## Класифікація вітрильних кораблів

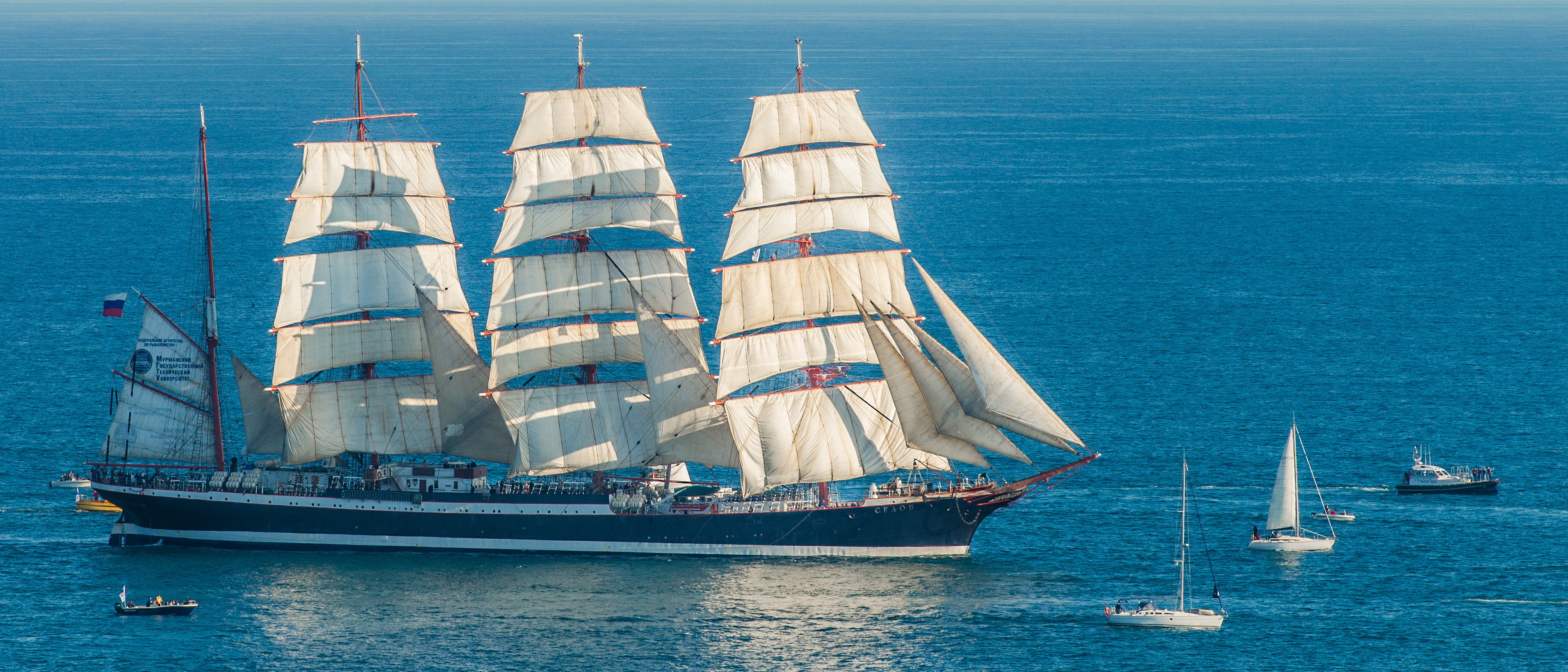
Барк Сєдов

Вітрильні кораблі класифікуються за кількістю щогл:
- Однощоглові: єгипетський папірусний човен, кораблі вікінгів, ког
- Двощоглові: бриг, бригантина, шнява, шхуна, галера
- Трищоглові: карака, галеон, каравела, фрегат, кліпер
- Чотирищоглові: барк

Також підставою класифікації може бути кількість гармат (від 24 до 120). Кораблями 1-рангу вважалися ті судна, які мали найбільше число гармат. У Росії до таких відносили трищогловий 120-гарматний корабель «Великий князь Костянтин» з екіпажем у 1000 матросів. Схожі характеристики мав 104-гарматний флагманський корабель британського флоту «Вікторія», яким командував учасник Трафальгарської битви адмірал Нельсон. Водотоннажність таких кораблів коливалося у межах 4 тис. тонн, довжина сягала 60 метрів, а швидкість — 11 вузлів.
91-гарматний трищогловий корабель вже відносили до 2-го рангу, 64-х або 74-х гарматний — до 3-го, а 40-гарматний — до 4-го.
Нижчий ранг мали фрегати, які поділялися між 5-м (32-гарматний Quebec) і 6-м рангом (28-гарматний Fox).
Зовсім без рангу вважалися кораблі, які мали 24 гармати і менше. До 6-го рангу наближався 24-х гарматний корабель Джеймса Кука «Резолюшн». Корабель Христофора Колумба «Санта-Марія» мав лише 12 гармат, водотоннажність у 200 тонн, довжину 25 метрів і екіпаж 40 осіб. Такі ж параметри мав шлюп «Надія», на якому Крузенштерн здійснив перше російське навколосвітнє плавання.

## Класифікація кораблів ВМФ СРСР і Росії

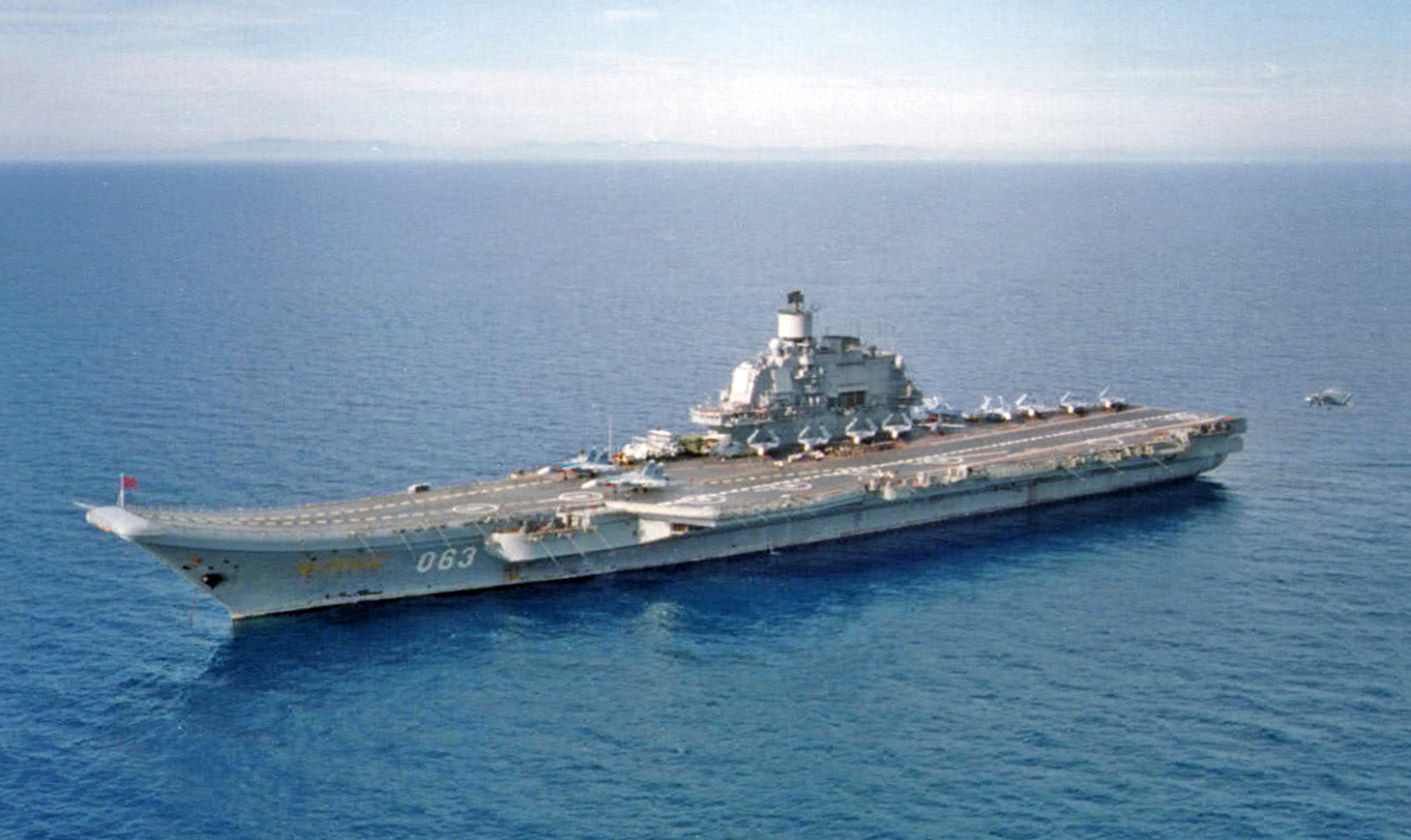
Авіаносець (крейсер) «Адмірал Кузнєцов»

У Росії власна класифікація кораблів почала складатися після завершення ери вітрильного флоту, останнім епізодом якої стала Кримська війна середини XIX століття. Кількість щогл і число гармат в якості критерію класифікації втратили своє значення. На перше місце вийшла водотоннажність корабля. Збереглося ділення на ранги, яке було істотно скорочено.
Найбільшими вважалися кораблі 1 рангу водотоннажністю від 10 до 60 тис. тонн. До таких в імператорському флоті відносили панцерник «Потьомкін», водотоннажністю 13 тис. тонн і довжиною 115 метрів. Ще більшим був радянський лінкор «Марат», водотоннажністю близько 24 тис. тонн. З лінкорам можна було порівняти атомні підводні човни (наприклад, Курськ), які з'явилися у другій половині XX століття. Найбільшим кораблем 1 рангу був авіаносний крейсер «Адмірал Кузнєцов», водотоннажністю до 60 тис. тонн і довжиною до 300 метрів.
Поширеним типом кораблів 2-го рангу в Росії були сторожові кораблі, яким відповідає фрегат в західній класифікації (Адмірал Макаров). Сторожові кораблі мали менші розміри у порівнянні з кораблями 1-го рангу, були оснащені як протичовновим, так і зенітним озброєнням. За технічними характеристиками вони нагадували есмінці, але призначалися для виконання дозорних і патрульних завдань. В імператорському флоті сторожовими кораблями й невеликими есмінцями за водотоннажністю (~1 тис. тонн) відповідали канонерські човни. У радянські роки кораблі 2-го рангу поповнилися великими протичовновими кораблями («Адмірал Захаров»), водотоннажністю до 7 тис. тонн і довжиною до 163 метрів. Також статус корабля 2-го рангу мали великі десантні кораблі, здатні нести до батальйону морської піхоти («Микола Вілков»).
Самими малими кораблями вважалися яхти, катери і буксири, водотоннажність яких менше 1 тис. тонн. В імператорський період водотоннажність яхт сягало 840 тонн, а довжина наближалася до 60 метрів (Царівна). Мінні катери еволюціонували через міноносці в ескадрені міноносці (есмінці), водотоннажність яких коливалася від 500 до 8 тис. тонн. Від катерів есмінці отримали високу швидкість ходу до 34 вузлів (63 км/рік — Азард) і торпедне озброєння. У радянський час у класі малих кораблів з'явилися малі ракетні кораблі і малі протичовнові кораблі, яким у західній класифікації відповідали корвети. Так малий ракетний корабель Накат мав водотоннажність близько 640 тонн, довжину 60 метрів і максимальну швидкість 34 вузли. Командири малих кораблів мали звання капітан-лейтенанта або капітана 3-го рангу.

## Класифікація кораблів ВМС США

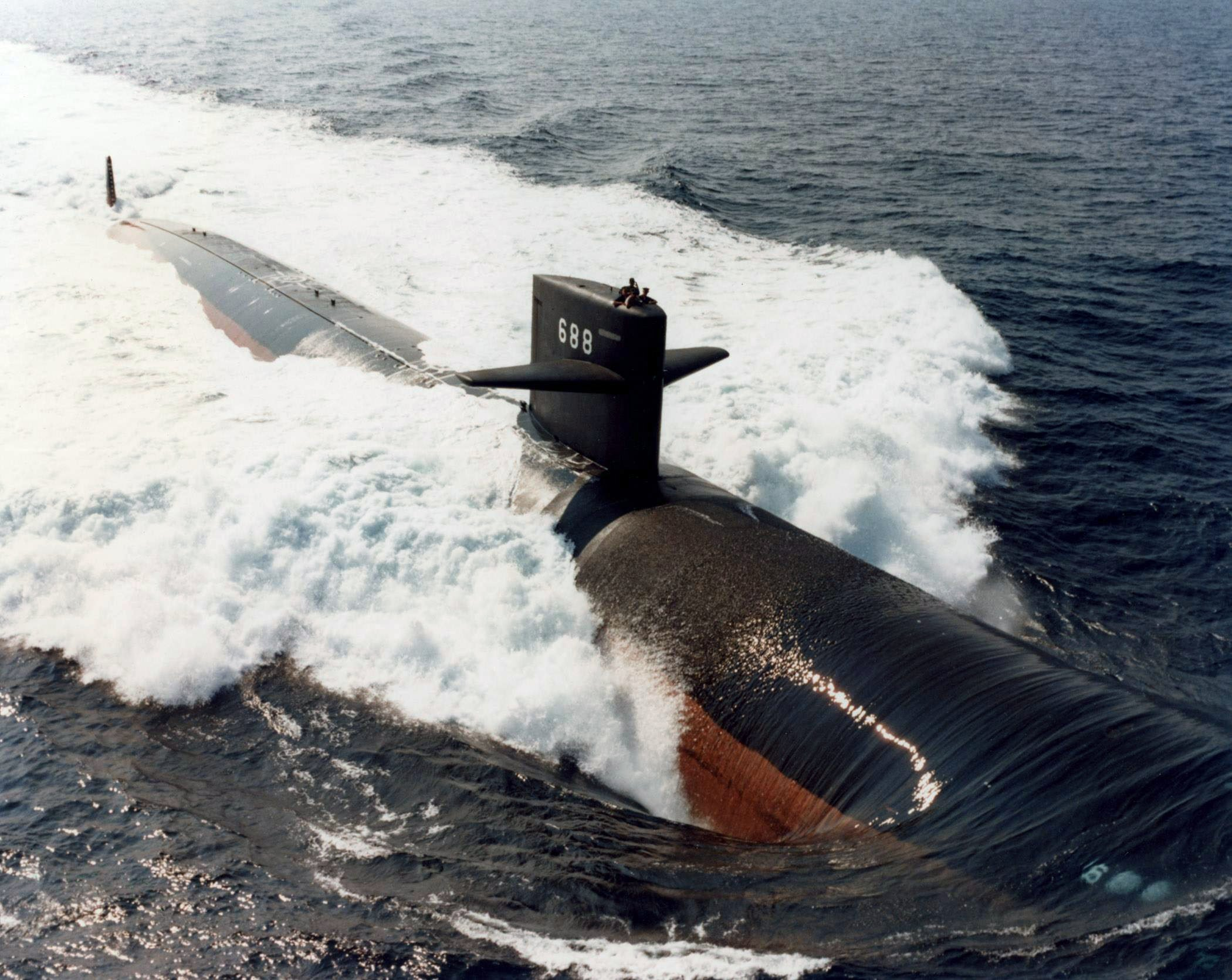
Підводний човен «Лос-Анджелес»

Ударну міць американського флоту колись складали лінкори (англ. Battleship), а нині їх роль перейшла до авіаносців (англ. Aircraft carrier). Найбільшими військовими кораблями США є Авіаносці класу «Німіц» (Авраам Лінкольн, Гаррі Трумен, Джордж Вашингтон), водотоннажністю 97 тис. тонн і довжиною 333 метри. Авіаносці зазвичай носять імена президентів США. Командир авіаносця має звання Rear Admiral, яке відповідає українському контр-адміралу, оскільки він координує свою діяльність з капітанами інших кораблів.
Крім авіаносців великими кораблями ВМС США є важкі крейсери (англ. cruiser), їхня водотоннажність коливається від 10 до 17 тис. тонн.
Наступний тип кораблів займають есмінці (англ. destroyer: руйнівник) і підводні човни (англ. submarine: субмарина). Їх водотоннажність досягає 6-9 тис. тонн, а довжина коливається від 110 до 153 метрів. Підводні човни часто носять назви американських міст. Командиром подібного класу корабля звичайно буває командер. До есмінців примикає тип фрегатів (англ. frigate), які мають меншу водотоннажність (від 1500 до 4000 тонн). Звання капітана фрегата (англ. Frigate captain) синонімічне командеру і є аналогом російського капітана 2-го рангу.
Інші кораблі виконують допоміжну роль. Найменшими з них є катери і тральщики. Водотоннажність американського річкового патрульного катера (англ. Patrol Boat) не може перевищувати 10 тонн, а довжина — 10 метрів. Великі катери відносять до класу корветів (водотоннажністю близько 1000 тонн і довжиною 60 метрів).